# Soletellina siliquens
Soletellina siliquens är en musselart som beskrevs av Richard C. Willan 1993. Soletellina siliquens ingår i släktet Soletellina och familjen Psammobiidae. Inga underarter finns listade i Catalogue of Life.